# С ванглом у свет
С ванглом у свет је југословенска телевизијска серија снимљена 1971. године у продукцији Телевизије Београд.

## Улоге
| Глумац                     | Улога                             |
| -------------------------- | --------------------------------- |
| Оливер Томић               | Небојша (1 еп. 1971)              |
| Душко Стевановић           | Зоран (1 еп. 1971)                |
| Босиљка Боци               | Небојсина мајка Мира (1 еп. 1971) |
| Александар Гаврић          | Живорад Спасеновић (1 еп. 1971)   |
| Мира Пеић                  | (1 еп. 1971)                      |
| Властимир Ђуза Стојиљковић | Ујак (1 еп. 1971)                 |
| Михајло Викторовић         | (1 еп. 1971)                      |
| Стеван Максић              | (1 еп. 1971)                      |
| Олга Станисављевић         | (1 еп. 1971)                      |
| Власта Велисављевић        | (1 еп. 1971)                      |
| Радмила Савићевић          | (1 еп. 1971)                      |
| Петар Краљ                 | (1 еп. 1971)                      |
| Милан Ајваз                | (непознат број епизода)           |
| Мира Бањац                 | (непознат број епизода)           |
| Северин Бијелић            | (непознат број епизода)           |
| Павле Богатинчевић         | (непознат број епизода)           |
| Драгомир Чумић             | (непознат број епизода)           |
| Томанија Ђуричко           | (непознат број епизода)           |
| Драгутин Добричанин        | (непознат број епизода)           |

 Остале улоге ▼
| Глумац                  | Улога                                   |
| ----------------------- | --------------------------------------- |
| Капиталина Ерић         | (непознат број епизода)                 |
| Ђорђе Јелисић           | (непознат број епизода)                 |
| Ксенија Јовановић       | (непознат број епизода)                 |
| Предраг Лаковић         | (непознат број епизода)                 |
| Милка Лукић             | (непознат број епизода)                 |
| Оливера Марковић        | (непознат број епизода)                 |
| Божидар Павићевић Лонга | (непознат број епизода)                 |
| Софија Перић Нешић      | (непознат број епизода)                 |
| Љиљана Перош            | (непознат број епизода)                 |
| Миодраг Поповић Деба    | (непознат број епизода)                 |
| Јелисавета Сека Саблић  | (непознат број епизода)                 |
| Петар Словенски         | (непознат број епизода)                 |
| Драган Спасојевић       | (непознат број епизода)                 |
| Боривоје Стојановић     | (непознат број епизода)                 |
| Александар Стојковић    | Живадин Перишић (непознат број епизода) |
| Божидар Стошић          | (непознат број епизода)                 |
| Велимир Суботић         | (непознат број епизода)                 |
| Милутин Мића Татић      | (непознат број епизода)                 |
| Јанез Врховец           | (непознат број епизода)                 |

Комплетна ТВ екипа ▼
| Редитељ              | Вера Белогрлић    | (1 еп. 1971)                                |
| Сценариста           | Љубиша Козомара   | (1 еп. 1971)                                |
| Сценариста           | Гордан Михић      | (1 еп. 1971)                                |
| Композитор           | Зоран Христић     | (непознат број епизода)                     |
| Директор фотографије | Ненад Јовичић     | (непознат број епизода)                     |
| Монтажер             | Љерка Станојевић  | (непознат број епизода)                     |
| Сценограф            | Никола Теодоровић | (непознат број епизода)                     |
| Костимограф          | Мара Финци        | (непознат број епизода)                     |
| Помоћник режије      | Кора Ајхер        | 1 помоћник редитеља (непознат број епизода) |
| Помоћник режије      | Милан Лугомирски  | 2 помоћник редитеља (непознат број епизода) |
| Помоћник режије      | Милан Узелац      | 2 помоћник редитеља (непознат број епизода) |